# ZDF
ZDF, plným názvem Zweites Deutsches Fernsehen (Druhá německá televize), je německá veřejnoprávní televizní společnost, která sídlí v Mohuči v městské části Lerchenberg (Rheinland-Pfalz). Sama nebo ve spolupráci s jinými televizními organizacemi zajišťuje vysílání několika plnoformátových i specializovaných televizních kanálů. Je jednou z největších televizních společností v Evropě a je také podílníkem německého veřejnoprávního rozhlasu Deutschlandradio.
Televize ZDF začínala v roce 1963 s 2 200 stálými zaměstnanci. K roku 2013 bylo v ZDF na pevný úvazek zaměstnáno 3 600 spolupracovníků.

## Televizní kanály ZDF
Plnoformátový kanál ZDF začal terestricky vysílat 1. května 1963. Byl obsažen v prvních německých kabelových televizích. Satelitní vysílání přes satelit Astra 1C bylo zahájeno v r. 1993. Od roku 2002 jsou programy šířeny také v rámci digitálního pozemního vysílání DVB-T. Sledovanost kanálu ZDF byla v roce 2024 15,3% 
Vedle hlavního plnoformátového kanálu ZDF společnost nabízí i bezplatné specializované digitální (DVB) pořady projektu ZDFvision:
- ZDFinfo
- ZDFneo

Tyto programy nahradily dřívější kanály:
- ZDFdokukanal (2000–2009), nyní ZDFneo
- ZDFinfokanal (1997–2011), nyní ZDFinf

Ve spolupráci s dalšími německými i zahraničními televizními společnostmi se ZDF podílí kapitálově a provozně na těchto televizních stanicích:
- 3sat, německo-rakousko-švýcarský informační, dokumentární a kulturní projekt, podíl ZDF je 32,5 % kapitálu
- Phoenix, dokumentární pořady, podíl ZDF 50 % kapitálu
- ARTE, francouzsko-německý kulturní projekt, podíl ZDF 50 % kapitálu na arte Deutschland, 25 % na arte G.E.I.E.
- KIKA (Kinderkanal), televize pro děti a mládež, podíl ZDF 50 % kapitálu
- FUNK, internetová televize pro mládež, podíl ZDF 50 % kapitálu

## Organizace

### Dozorčí orgány
Vrcholným orgánem je Televizní rada (Fernsehrat), která dohlíží na program, schvaluje rozpočet sestavovaný správní radou a volí generálního ředitele (intendanta).
Správní rada (Verwaltungsrat) je kontrolním a řídícím článkem, který především dohlíží na generálního ředitele (intendanta), zejména v oblasti rozpočtu. Má 14 členů. Pět z nich jsou zástupci spolkových zemí, jeden je zástupce spolku (tedy Spolkové republiky. Televizní rada volí zbývajících osm členů, kteří nesmějí být současně členy exekutivních či zákonodárných orgánů. V čele správní rady stojí její předseda, kterým je v současnosti bývalý ministerský předseda spolkové země Porýní-Falc Kurt Beck.

### Vrchní řízení

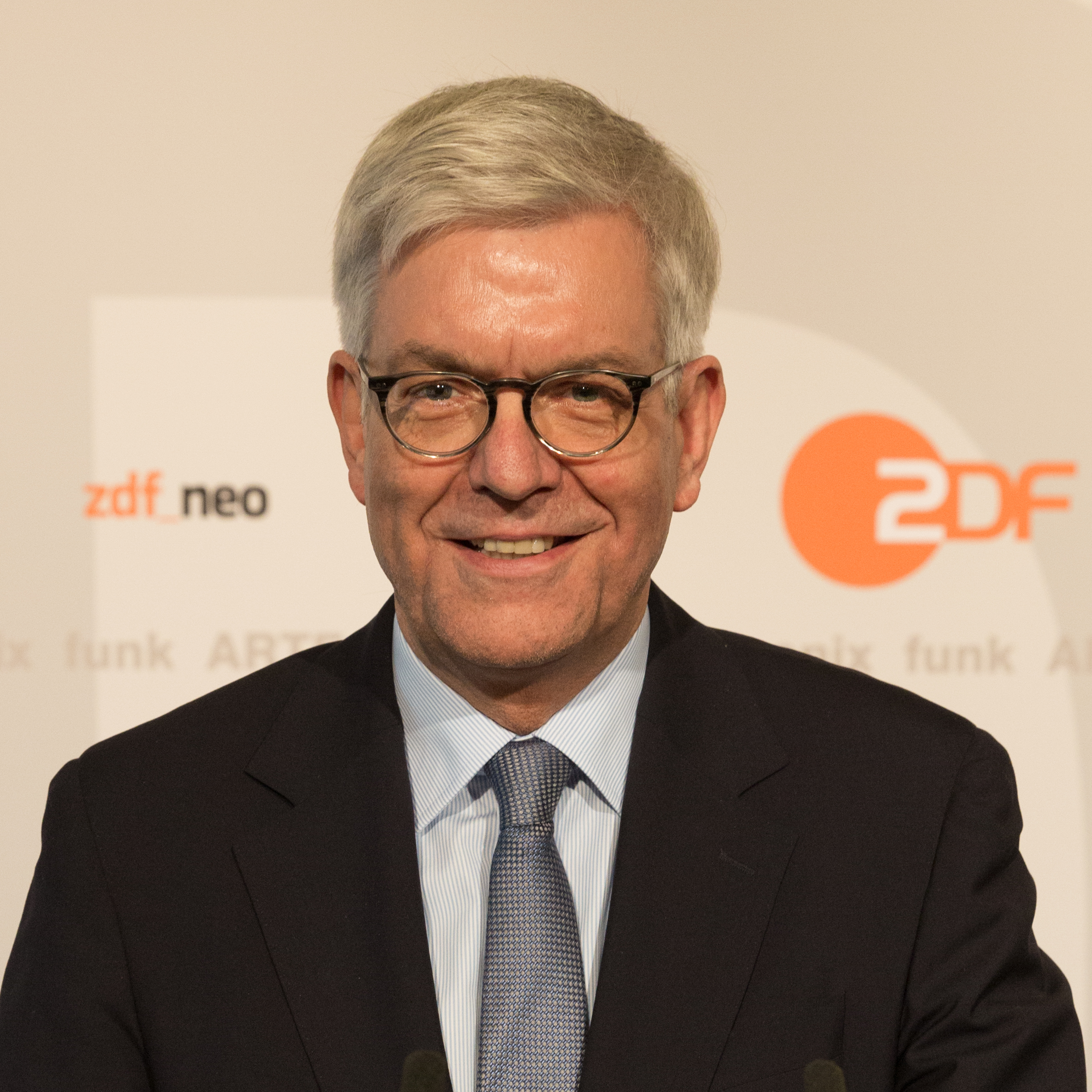
Thomas Bellut

V hierarchii vlastní společnosti je nejvýše postavenou osobou generální ředitel (intendant), který organizaci zastupuje a vede obchodní jednání. Je zodpovědný i za program a jmenuje šéfredaktora, ke jmenování potřebuje souhlas správní rady. Současným generálním ředitelem je od roku 2012 Thomas Bellut.
Generální ředitelé (intendanti) ZDF:
- 1963–1977: Karl Holzamer
- 1977–1982: Karl-Günter von Hase
- 1982–2002: Dieter Stolte
- 2002–2012: Markus Schächter
- od roku 2012: Thomas Bellut

Generálnímu řediteli je podřízeno pět ředitelů:
- Šéfredaktor (od dubna 2010 Peter Frey)
- Programový ředitel (od dubna 2012 Norbert Himmler)
- Ředitel pro evropské satelitní programy (Gottfried Langenstein)
- Správní ředitel (Hans Joachim Suchan)
- Výrobní ředitel (Andreas Bereczky).

## Dostupnost terestrického vysílání
- Německo
- Rakousko
- Švýcarsko
- Dánsko
- Lucembursko
- Itálie
- Nizozemsko

A dále v okolních zemích s přesahem signálu (mimo jiné i Česko).